# Laurance Safford
Le captain Laurance F. Safford (22 octobre 1893 - 15 mai 1973) est un cryptanalyste de l'U.S. Navy, pionnier de la cryptologie navale, de 1918 à 1942.

## Biographie
Né en 1890 dans le  Massachusetts, Safford entre à l'Académie navale d'Annapolis dont il sort quinzième de la promotion de 1916. En janvier 1924, il est relevé du commandement d'un dragueur de mines, au large des côtes chinoises, pour prendre la tête du bureau « recherches » de la Section Codes et Signaux de l'Office of Naval Communications. À ses débuts, le seul travail est l'exploitation du livre de code japonais photographié au consulat japonais de New York. Pour ce faire, il est aidé de quatre civils, employés de bureau.

### OP-20-G
Dans la Navy tout entière, Safford est l'avocat du décryptage. Il débauche Agnes Meyer Driscoll, Joseph Rochefort, Joseph Wenger (en), et d'autres qui se révéleront, de bout en bout de la Seconde Guerre mondiale, et même après. À la tête de l'OP-20-G, il est le premier à commencer à organiser, dans le monde entier, un effort d'interception et de goniométrie tel qu'à l'entrée en guerre, la marine sera déjà dotée d'un système de radio-interception.

### Développement
En 1926, Safford est arraché à son boulot par une affectation en mer. En 1929, il reprend la barre et la garde, sauf à l'occasion d'une nouvelle affectation en mer, de 1932 à 1936. Entretemps, le déchiffrage des codes japonais est lancé, assisté par des machines IBM. Safford est directement impliqué dans la construction de machines cryptographiques, il contribue, avec Frank Rowlett de l'armée de terre, à l'invention de la SIGABA, machine à chiffre inviolée pendant la durée de la guerre.

### Coopération inter-armées
Chaud partisan de la collaboration avec l'armée de terre sur tous les fronts, Safford est largement à l'origine de la coopération inter-armées dans le décryptage des codes diplomatiques japonais. Ayant identifié des signes alarmants dans le trafic diplomatique, il tente de prévenir Pearl Harbor. Il est remis en place par l'amiral Noyes, directeur des transmissions navales. Safford plaide pour la décentralisation du renseignement transmissions, avec des sections navales à Washington, Hawaii et Manille. Il confie le code opérationnel de la marine japonaise, JN-25, à la section d'Hawaii, sous la direction de Rochefort, avec carte blanche pour choisir les meilleurs cryptanalystes de la Navy.

### La guerre
Les dividendes tombent au printemps 1942, quand l'équipe de Rochefort, quoique incapable de lire couramment JN-25, est en mesure d'en tirer des renseignements, surtout grâce à l'analyse des trafics, à temps pour gagner la bataille de la mer de Corail. Les gens de Rochefort trouvent l'astuce qui permet d'identifier la cible suivante des Japonais, Midway, et non pas les Aléoutiennes, comme le soutenaient les cryptanalystes de Washington.

### Éviction
À l'époque, Safford est déjà évincé, remplacé par le captain Redman, petit frère du directeur des transmissions de la marine, l'amiral Redman qui, sous peu, aura la peau de Rochefort.
Ayant pris sa retraite en 1953, Stafford meurt en mai 1973.

## Amelia Earhart
En 1970, Stafford commence une longue analyse du vol fatal d'Amelia Earhart au-dessus du Pacifique (1937), basée sur les trafics radio. Sa conclusion : « Mauvaise préparation, exécution bâclée ».
- Laurance F. Safford, Cameron A. Warren & Robert R. Payne, Earhart's flight into yesterday: the facts without the fiction (c2003, Paladwr Press, McLean VA USA)   (ISBN 1-888-96220-8)

## Liens
- Notices d'autorité :   - VIAF
  - ISNI
  - LCCN
  - GND
  - Israël
  - WorldCat
- Laurance Safford in NSA Hall of Fame

## Source
- (en) Cet article est partiellement ou en totalité issu de l’article de Wikipédia en anglais intitulé « Laurance Safford » (voir la liste des auteurs).